# جيولوجيا سوريا

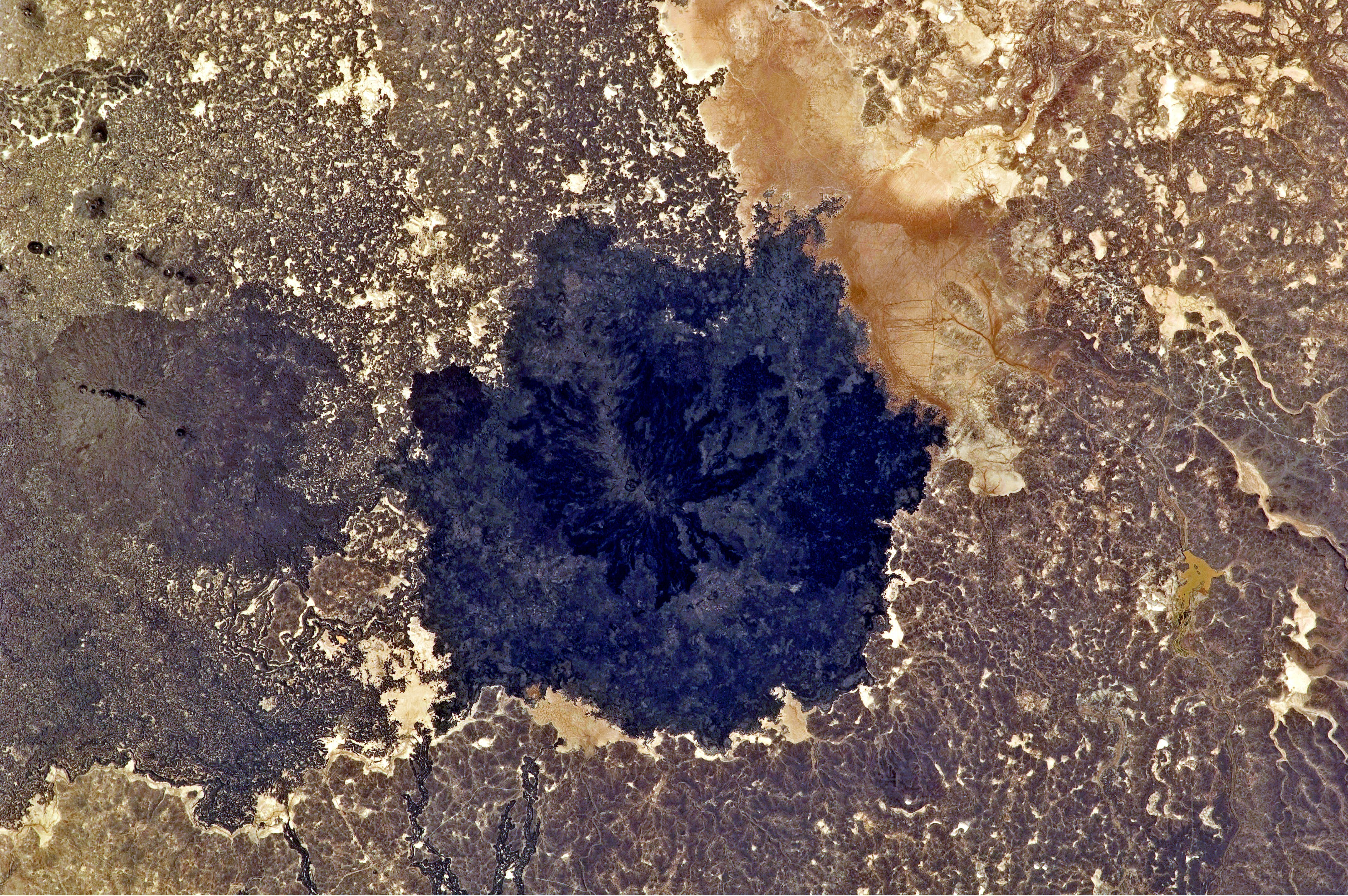
تلول الصفا البركانية - تقع جنوب شرق مدينة دمشق، غرب سوريا. وتحوي عدة فتحات كانت نشطة خلال العصر الهولوسيني الذي بدأ قبل نحو 12000 سنة.

جيولوجيا سوريا هي دراسة لأهم الخصائص الجيولوجية في سوريا.

## عمق الركيزة الجيولوجية في سوريا
استخدمت في سورية معطيات المسح السيزمي (الاهتزازي) الانكساري عالية الدقة لتحديد عمق الركيزة، لأن سطح الركيزة المتحولة لا يشكل عاكساً واضحاً على سجلات المسح السيزمي الانعكاسي. وتم ربط المعلومات السيزمية مع الآبار العميقة عن طريق تنفيذ سجلات جيوفيزيائية بئرية، كما استخدمت نمذجة تقانة تتبع الأشعة لاشتقاق سرعة كل ما تحت الخطوط الانكسارية.
وأدت إجراءات النمذجة المتكاملة والفعالة إلى وضع نموذج سرعة يتطابق مع كل المعلومات المتوافرة، وتبيّن أن الركيزة البلورية في سورية تقع، عامة، على عمق، يزيد على 6كم. كما أنه لم يتم اختراقها عن طريق الآبار العميقة المحفورة ولا تشكل عاكساً سيزمياً جيداً، لذلك تم تحديد عمق الركيزة باستخدام المسح الانكساري والمسح الثقالي.
وأكدت النتائج صحة الفرضيات التي تعدّ أن سورية، مثل بقية الصفيحة العربية، قد تكوّنت في أثناء دمج «تملغم» حدث في حقب البروتروزوي (انظر الحقب ما قبل الكمبري) منذ نحو 640-950 مليون سنة. وقد تركت هذه الصفائح سلسلةً من الدروز sutures ونطاقات القص التي نشطت كنطاقات ضعف في الفانروزوي (انظر الحقب الأول). ويمكن أن يشير الاختلاف في أعماق الركيزة وسماكات القشرة والكثافة على جانبي السلسلة التدمرية إلى أن شمالي سورية وجنوبيها مؤلف من صفائح صغيرة مختلفة تفصلها دروز، يمتد أحدها على طول اتجاه السلسلة التدمرية. ويشير هذا الاختلاف كذلك إلى أن صدع الجهار وسط السلسلة التدمرية هو واحد من الظواهر التركيبية الرئيسية في المنطقة. فإذا أُخذت هذه الملاحظات في الحسبان فإن القشرة المشكلة لنهوض الرطبة - الروضة تكون ذات صلة بالقشرة المسيطرة المشوهة لجنوب غربي السلسلة التدمرية، بينما تستمر القشرة تحت هضبة حلب تحت جبل البلعاس والبِشْري، على شكل قشيرة سميكة تكتونية.
وقد توصَّل الدارسون، بعد ضم نتائج الدراسـات الجيوفيزيائية والبئرية، إلى وضع خارطة أعماق للركيزة الجيولوجية في سـورية (الـشكل-1)، تُظْهِر أن أكبر عمق للركيزة يقع تحت نطاقي التشوه للفرات وللطي التدمري. واقترح بعضهم أن هذه الاختلافات في عمق الركيزة قد تكون ناتجة من اختلاف أساسي في التاريخ الجيولوجي على جانبي الطي التدمري وحوض الفرات. وتمثل الاتجاهات التدمرية والفرات نطاق تدرز أو نطاق قص، التحمت على طوله شمال الصفيحة العربية في الحقب البروتروزوي المتأخر.

## الهامش
1. ↑  مظهر بايرلي. "الركيزة الجيولوجية". الموسوعة العربية. مؤرشف من الأصل في 2016-03-04.